# غريدي هوارد
غريدي هوارد (بالإنجليزية: Grady Howard)‏ هو سياسي أمريكي، ولد في 15 سبتمبر 1911 في غرير في الولايات المتحدة، وتوفي في 4 أبريل 1989 في سبرينغ لاك في الولايات المتحدة.